# Alejandro (chanson)
Pour les articles homonymes, voir Alejandro.
Vous lisez un « bon article » labellisé en 2011.  Il fait partie d'un « bon thème ».
Singles de Lady Gaga
Telephone Dance in the Dark
Pistes de The Fame Monster
Bad Romance Monster
Alejandro est une chanson de l’artiste américaine Lady Gaga. Il s’agit du troisième single issu de son deuxième album studio, The Fame Monster. RedOne produit et participe à l'écriture du titre qui s'inscrit dans un style Europop avec un tempo moyen. Il adopte une mélodie exaltante où Gaga chante avec un accent espagnol pour dire adieux à ses amants fictifs. Pour le morceau, Gaga s'inspire de sa peur des hommes. Pour la plupart positives, les critiques remarquent qu'ABBA et Ace of Base ont influencé la chanson de manière significative.
Alejandro se classe dans le hit-parade britannique avant sa sortie officielle, puis se positionne également dans le top 5 hongrois grâce au grand nombre de téléchargements de l'album. Le titre se classe également en Australie, au Canada, en France, en Nouvelle-Zélande, en Suède, en Suisse, en Belgique ainsi qu'aux États-Unis, où il entre dans le top 10 du Billboard Hot 100 et devient ainsi le septième single de Gaga à réaliser ceci. La chanteuse interprète le titre dans le cadre de sa tournée The Monster Ball Tour, en l'introduisant par une simulation de scène sexuelle avec ses danseurs. Elle reprend aussi cette chanson dans la saison 9 de la téléréalité américaine American Idol, le 5 mai 2010.
Le vidéoclip de ce single, réalisé par le photographe Steven Klein, est sorti le 8 juin 2010. Le clip montre Gaga avec un groupe de soldats dans un cabaret, où ils dansent sur la chanson. Les scènes sont entrecoupées de courtes séquences avec, d'une part, Gaga en habit de sœur religieuse, un chapelet dans les mains, et d'autre part, des hommes presque nus tenant des mitrailleuses. Les critiques concernant la vidéo sont très partagées : la presse musicale complimente son originalité très sombre ; toutefois, certaines associations religieuses la jugent sévèrement, notamment la ligue catholique qui déplore l'usage de blasphème.

## Développement
Initialement, Dance in the Dark devait être le single succédant à Telephone, en raison d'une préférence de la maison de disques de Gaga. Alejandro étant le choix personnel de la chanteuse et un single promotionnel, la chanson est brièvement diffusée lors de la sortie de l’album The Fame Monster, mais n’a pas assez de diffusion radiophonique, ce qui n'est pas considéré comme un bon choix pour sortir en single. À la suite d'une dispute entre la maison de disques et Gaga, la chanson est finalement choisie pour devenir un single. Gaga le fait savoir en adressant un message à ses fans sur son compte twitter en commentant « Alejandro passe à la radio. Cela sonne trop bien, nous avons réussi petits monstres »,. Aux États-Unis, le single est officiellement envoyé en radio le 20 avril 2010. Dans une interview pour Fuse TV, Gaga déclare que la chanson Alejandro est une représentation musicale de « sa peur du monstre des hommes ».

## Composition

Gaga devant une statue religieuse de Lucifer, introduisant Alejandro lors du Monster Ball en avril 2010.

Avec un tempo moyen et un style inspiré de l'Europop et du disco, Alejandro est influencée par ABBA et Ace of Base,. L'influence de Ace of Base est, à la première écoute, due au rythme de la chanson, au chant et à la mélodie, et enfin, à l’accent que Gaga adopte pour chanter certains versets du single : les mots sont prononcés d'une manière espagnole qui donne à la chanson une touche latino.
Alejandro incorpore un court passage de la pièce pour violon Csárdás, composée par le compositeur italien Vittorio Monti. La chanson débute donc sur un air de violon où Gaga dit : « I know that we are young, and I know that you may love me. But I just can’t be with you like this anymore, Alejandro » qui se traduit par « Je sais que nous sommes jeunes et je sais que tu pourrais m’aimer. Mais je ne peux simplement plus être comme ça avec toi, Alejandro ». Gaga transmet une sorte d’adieux à ses amants fictifs présents dans la chanson lors du pré-refrain, en disant : « You know that I love you, boy. Hot like Mexico, rejoice! At this point I’ve got to choose. Nothing to lose » qui se traduit par « Tu sais que je t’aime, garçon. Chaud comme le Mexique, réjouis-toi ! Maintenant je dois décider. Rien à perdre ». C’est donc ainsi que vers la fin de la chanson, les trois amants en question, Alejandro, Fernando et Roberto, font aussi leurs adieux à Gaga.
Selon la partition publiée sur Musicnotes par Sony/ATV Music Publishing, la chanson a une signature rythmique de 3/4, avec un tempo modéré de 100 battements par minute, et une tonalité en Si mineur. Les paroles parlent de Gaga se défendant contre des hommes latinos, et font de nombreuses allusions au groupe ABBA, dont la chanson Fernando de ce même groupe, lancée en 1976. Gaga affirme elle-même qu’il s’agissait d’une de ses sources d'inspiration,. La chanson de Lady Gaga tournerait en dérision l'histoire de Sainte Maria Goretti (1890-1902), considérée comme une Martyre de la pureté dans la religion catholique. Étant donné l'histoire personnelle de la chanteuse, Lady Gaga a sans doute entendu parler de cette jeune sainte très vénérée en Italie. Maria Goretti a été assassinée à l'âge de 12 ans par Alessandro Serenelli car elle refusait de coucher avec lui Plusieurs éléments du texte et du clip vidéo rappellent cet épisode. La partie parlée de la chanson ressemble de près aux phrases prononcées par Maria Goretti à son agresseur. « In her pockets » est une référence au chapelet dans la poche de la jeune fille, « she hides true love » est une référence à son amour spirituel pour le divin, « just a baby » renvoie au fait qu'elle n'avait que 12 ans au moment des faits, « just like a dad » renvoie clairement à la Trinité, « And all those flames that burned before him. Now he's gonna firefight, got cool the bad » renvoie aux paroles prononcées par Alessandro Serenelli à la police à la suite de l'agression (qui, après la prison, deviendra religieux et assistera avec la mère de Maria Goretti aux cérémonies de la canonisation). Le fait de voir Lady Gaga costumée en religieuse dans le clip n'est donc pas anodin. D'autres symboles religieux sont détournés dans la vidéo : la chanteuse porte le Sacré-Cœur dans une procession funèbre, chante devant une croix à plusieurs reprises, mime des scènes suggestives voire un viol ou une orgie. Lady Gaga attaque donc d'une part la religion chrétienne et montre son rejet de la pureté du cœur incarnée par la sainte.

## Accueil critique
Chris Ryan de MTV décrit la chanson comme étant « un hymne frais pour un amour « chaud comme le Mexique » ». Bill Lamb de About.com la compare à la chanson « classique » de Madonna, La Isla Bonita, avec une touche « contemporaine » de plus. Dans une critique destinée uniquement à Alejandro, Lamb ajoute que « le nom Alejandro est désormais uniquement identifié à Lady Gaga, il s’agit d’un de ses joyaux et peut-être le meilleur single de celle-ci parmi ses 7 succès majeurs dans la pop ». En revanche, Chava Thomas du The Argonaut donne une critique négative, disant que la chanson est le « seul point faible de The Fame Monster » et ajoutant que « la chanson ne semble pas authentique et les accents latinos ne se mêlent pas bien au style de Lady Gaga ». Revenant sur une note plus positive, Evan Sawdey de PopMatters explique que, lors du refrain, la voix de Gaga est semblable à celle de Shakira. Toujours sur une note élogieuse, Ben Patashnik de NME qualifie la chanson de légère. Michael Hubbard de MusicOMH complimente, quant à lui, la chanson, en disant qu’« elle est très accrocheuse, reposante et contient une merveilleuse harmonie », tandis que Sarah Hajibagheri de The Times a une opinion contraire en la décrivant de « pénible roucoulement latino incompatible avec le style européen »,. Enfin, James Reed de The Boston Globe attaque lui aussi la chanson, en écrivant qu’elle est « un morceau de dance tiède dans lequel la chanteuse répète le titre encore et encore, comme si elle n’avait rien d’autre à dire ».

Gaga en avril 2010 au Japon, chantant Alejandro lors d'un spectacle hors-tournée nommé GagaKoh.

Les comparaisons avec les groupes pop musicaux suédois tels qu'ABBA et Ace of Base sont récurrentes. Paul Lester de BBC estime qu’« Alejandro est décidément une chanson inspirée du groupe Ace of Base ». Sal Cinquemani de Slant Magazine fait également remarquer que « la chanson a un lien évident avec Ace of Base et qu’il s’agit sans doute d’un hommage à ceux-ci ». Stephen Thomas Erlewine de AllMusic note que le single est métaphoriquement « une mise à jour des chansons d’ABBA ». Mikael Wood de Los Angeles Times souligne le style minutieux de la chanson et compare lui aussi le morceau avec le genre musical d’ABBA. Jon Donal de Rolling Stone constate encore une fois les similitudes avec ABBA en appelant Alejandro sa « parodie d’ABBA préférée ». Scott Plagenhoef de Pitchfork note que, bien qu’Alejandro soit trop identique aux chansons d’ABBA, « elle se distingue des succès actuels, entre autres car la pop américaine et le hip-hop sont présentement en train d’évoluer vers un genre plus Europop et dance ». Lindsey Fortier de Billboard se lance également dans une critique positive, comparant la chanson à Don’t Turn Around d’Ace of Base tout en ajoutant sur une note humoristique que « vers la fin de la chanson, Alejandro, Fernando et Roberto ne seront plus les seuls à danser, les auditeurs danseront derrière eux ». Quant à Brian Fitzgerald du Wall Street Journal, il compare la chanson avec le single de Madonna sorti en 1987, Who's That Girl. Finalement, toujours sur des comparaisons avec Madonna et Ace of Base, Robert Cospey de Digital Spy accorde au single une note de cinq étoiles sur cinq et le compare avec La Isla Bonita de Madonna et aux chansons d’Ace of Base, en reconnaissant toutefois que Gaga y ajoute son empreinte personnelle. Il salue également la mélodie du morceau, la qualifiant d'« étonnamment accrocheuse » et aux paroles « mélancoliques ».

## Performance dans les hit-parades
Aux États-Unis, Alejandro débute à la 72e position dans le Billboard Hot 100, dans la semaine du 17 avril 2010. Quelques semaines après une montée progressive, la chanson atteint la cinquième place, devenant ainsi le septième single consécutif de Gaga à se classer dans le top 10 aux États-Unis. Celle-ci devient donc la seconde artiste féminine de l’histoire à classer ses sept premiers singles dans le top 10 aux États-Unis, derrière la chanteuse R&B Monica qui avait obtenu ce record entre 1995 et 1999. La chanson entre aussi dans le hit-parade Mainstream Top 40 au 35e rang et oscille plusieurs semaines jusqu’à atteindre la quatrième position, puis, à la suite de ses 24 000 copies vendues, s'affiche en 71e position, dans le Hot Digital Songs. Le morceau se classe également dans le Hot Dance Club Songs, tout d’abord à la 40e place, et après plus d’un mois, plus précisément dans la semaine du 4 juin 2010, trône finalement sur ce classement,.

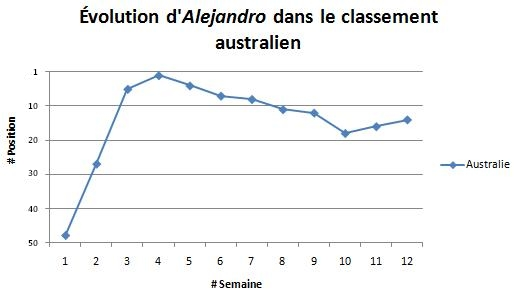
Évolution du classement dAlejandro en Australie, retraçant les douze premières semaines de classement de la chanson.

Au Canada, Alejandro commence le 4 avril 2010 à la 68e position dans le Canadian Hot 100, et remonte de vingt-huit places la semaine suivante pour se retrouver à la 40e position,. Finalement, le single atteint le 8 mai 2010 la quatrième place.
Le 5 avril 2010, la chanson débute en 49e position dans le hit-parade australien, Aria Singles Chart, et arrive en 28e place la semaine suivante, devenant la plus forte progression de la semaine dans ce hit-parade. Peu après, la chanson parvient en deuxième position, devenant le septième single de Gaga à atteindre le top 5 de l’Australie,,. Alejandro est par la suite certifiée disque de platine par l’Australian Recording Industry Association (ARIA) pour la vente de 70 000 exemplaires. La chanson entre le 21 avril 2010 dans le hit-parade néo-zélandais, le New Zealand Top 40, à la 39e place. La semaine suivante, le morceau atteint la 14e position et y reste pendant plusieurs semaines. Le 29 novembre 2009, avec la sortie de The Fame Monster et ses téléchargements, Alejandro se classe dans le UK Singles Chart, le hit-parade britannique, à la 75e position. Le 16 mai 2010, la chanson fait son retour dans ce classement à la 96e position, puis la semaine suivante en 28e place pour enfin se classer à la 8e place. Le 6 décembre 2009, Alejandro fait son entrée dans le Mahasz, le hit-parade de la Hongrie, à la cinquième position. La chanson se classe également un peu partout à travers l’Europe, entre autres en Belgique, en Autriche, en Espagne, en Italie, en Bulgarie en Tchéquie, aux Pays-Bas, en Suisse, en Suède et en Slovaquie.

## Vidéoclip

### Développement et sortie
En janvier 2010, il est dévoilé que la distribution pour le vidéoclip d’Alejandro est ouverte et que David Walliams apparaît dans la vidéo en compagnie de sa femme Lara Stone,. Deux mois plus tard, le 23 mars 2010, le magazine Women’s Wear Daily rapporte que le photographe Steven Klein sera le réalisateur du vidéoclip, ce que Gaga confirme dans une interview,,. Alors que Gaga est en Australie pour sa tournée The Monster Ball Tour, celle-ci est interviewée par la chaîne de radio Melbourne Nova 100, où elle parle pour la première fois en public du clip d’Alejandro en disant :
« Je suis vraiment emballée par la vidéo d’Alejandro […] En fait, elle va être tournée très bientôt et je ne veux pas révéler qui est le réalisateur parce que cela ferait savoir beaucoup d’autres choses […] Êtes-vous complètement fou ? Je ne dévoilerai jamais l’histoire de la vidéo. Je mentirai probablement de ma propre bouche si je vous dévoile cela, car je veux que vous soyez surpris lorsque vous regarderez le vidéoclip. Mais je peux toutefois vous dire que ça ne sera pas la suite du clip de Telephone. »
Après que Klein a été confirmé comme étant le réalisateur du vidéoclip, Gaga explique qu’elle « ne savait pas à quoi la vidéo ressemblerait tant qu’elle ne serait pas terminée », et déclare : « Steven Klein est un très bon ami et je l’aime tellement […] J’ai tant de respect pour lui. Nous avons été ravis de collaborer, c’est un photographe de mode avec une longue histoire, et à travers sa caméra, il va refléter l’histoire de ma musique en y ajoutant cette touche de mode contemporaine et de style de vie ». Gaga explique également que Klein comprend son style de vie, reflété par sa devise « Je suis ce que je porte », faisant de lui le réalisateur approprié pour le vidéoclip. Elle ajoute que « cela correspond bien à ce d’où je viens, à mon amour du théâtre, et à mon amour de la musique, et à mon amour du mensonge dans l’art, et Steven sait vraiment ce que c’est et le comprend bien […] Donc, nous avons créé une magnifique vidéo ». En mai 2010, Gaga dévoile dans une interview pour le The Times, le concept du vidéoclip en disant : « Cela concerne la pureté de mon amitié avec la communauté homosexuelle, et de comment j’ai pu ressentir cela avec un homme hétérosexuel dans ma vie. C’est en fait une célébration et une admiration de l’amour gay ; c’est une confession de mon envie du courage et de la bravoure qu'ils doivent montrer pour vivre ensemble. Dans le clip, je désire m’intégrer à l’amour de mes amis homosexuels mais ceux-ci ne veulent pas que je sois avec eux ».
Un extrait du vidéoclip est diffusé au Larry King Live le 1er juin 2010. Le court passage montre une partie de la vidéo en noir et blanc, où Gaga et ses danseurs interprètent différentes marches militaires. Kara Warner de MTV affirme que l’extrait est semblable au clip Vogue de Madonna, mais qu’Alejandro s'en distingue par son style plus masculin et ses références militaires. Dans la même émission, Gaga révèle que la vidéo suit « un thème militaire « homoérotique » […]. C’est une célébration de mon amour et de mon affection pour la communauté homosexuelle, de mon admiration de la bravoure dont ils font part : leur amour mutuel démontre le courage que nécessite leur relation amoureuse ». Finalement, la vidéo est diffusée pour la première fois le 8 juin 2010 à 18 h heure française sur le site officiel de Gaga et sur YouTube/Vevo.

### Scénario
Une bonne partie de la vidéo est dédiée à la comédie musicale de Broadway Cabaret avec une danse en hommage à Bob Fosse. Le vidéoclip commence avec plusieurs soldats dormant dans un cabaret et par un gros plan sur un militaire portant des talons hauts et des bas résilles, puis passe à un soldat en uniforme regardant dans le vide. La scène est alors coupée par des danseurs masculins interprétant une chorégraphie élaborée tout en effectuant une marche militaire. Lors de l’introduction de la chanson, Gaga est à la tête d’une dizaine d’hommes portant un cercueil et tient entre ses mains un coussin sur lequel repose le Sacré-Cœur.

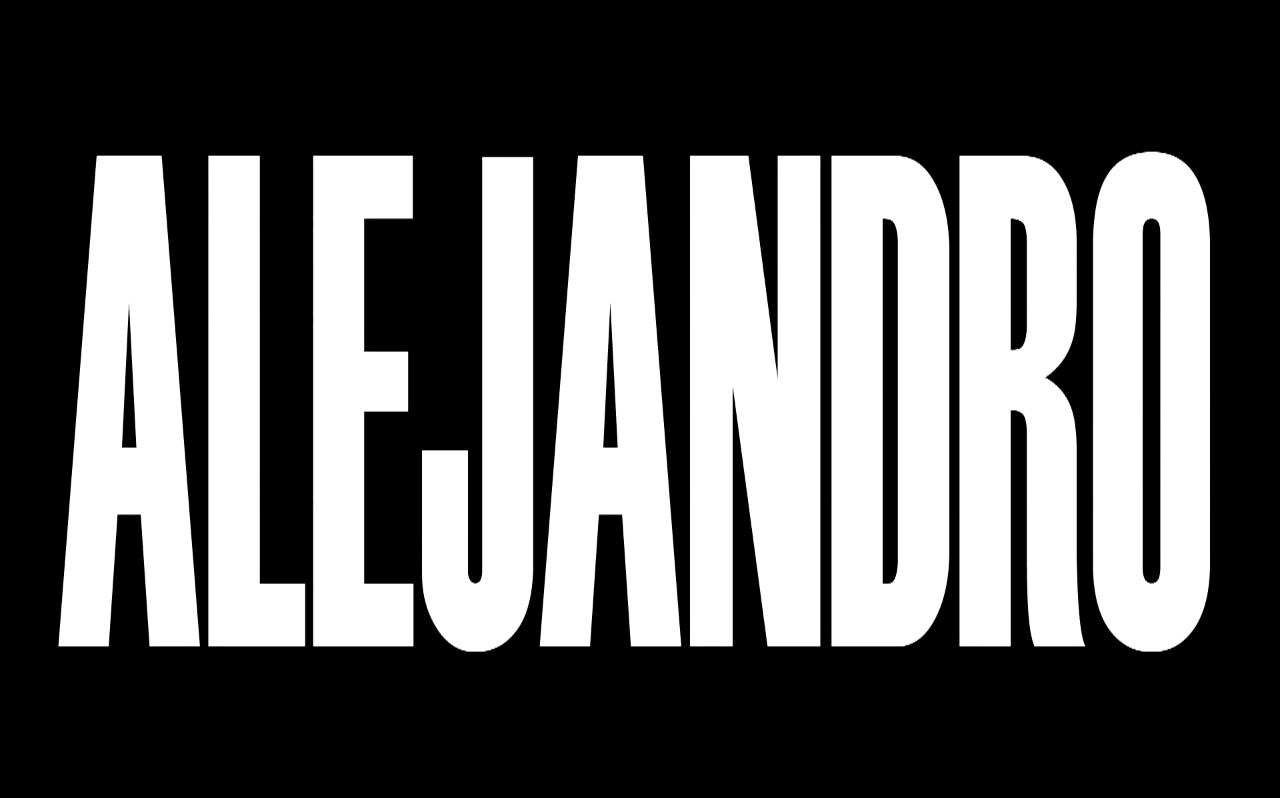
Écriture de présentation utilisée à la douzième seconde du vidéoclip dAlejandro.

Lorsque les paroles commencent, elle siège sur un trône, vêtue d’un chapeau complexe constitué d'un enchevêtrement de tuyaux métalliques et arbore un hybride de jumelles et de lunettes. Une pipe à fumer dans sa main, elle observe ses danseurs qui interprètent une chorégraphie sous la neige. Une nouvelle scène succède à celle-ci, où Gaga imite subtilement le personnage de Sally Bowles, présente dans la pièce Cabaret. La séquence entamée, Gaga danse et simule des actes sexuels sur des lits qui sont tous superposés identiquement, posés sur une scène et éclairés par des projecteurs, en compagnie de trois hommes en sous-vêtements. La scène est alors entrecoupée de plans montrant Gaga, couchée sur un grand lit et portant une tenue religieuse, semblable à celle des sœurs, mais en latex rouge et blanc. Elle apparaît après vêtue d’une tunique blanche décorée par des croix chrétiennes rouges, rappelant la robe de Jeanne d'Arc, avec ses danseurs. La scène est coupée par un plan où Gaga porte de nouveau la robe en latex, mangeant un chapelet. Après cela, Gaga et huit de ses danseurs apparaissent dans une scène en noir et blanc, vêtu d’uniformes militaires et interprétant un hommage dédié à Bob Fosse, qui gagna un Oscar du cinéma pour sa réalisation de la version cinématographique de Cabaret. Gaga est, quant à elle, vêtue d’un gilet noir et d’une large paire de pantalons de la même couleur, rappelant un des costumes de scène de Liza Minnelli. Le clip passe alors à une scène où Gaga porte un soutien-gorge accessoirisé d’un fusil d’assaut Armalite-15, accompagnée de ses danseurs effectuant une autre chorégraphie. La vidéo se dirige alors vers une nouvelle séquence où, cette fois-ci, Gaga chante dans un club vide, entrecoupée par des flashbacks de soldats et de précédentes scènes du clip,. Revenant à l’extrait de Gaga portant une robe similaire à celle de Jeanne d'Arc, celle-ci se la fait retirer par ses danseurs et Gaga se retrouve alors nue. Finalement, le vidéoclip se termine avec l’habit de religieuse où le visage de Gaga brûle peu à peu de l’extérieur. Klein, le réalisateur du clip expliqua que la vidéo traite sur « le désir d’une femme de ressusciter son amour mort, car elle ne peut faire face à la brutalité qu’est le monde actuel et au mal de vivre sans son amour réel ».

### Réception
James Montgomery de MTV juge que « Gaga a totalement créé un monde qui, tout en étant tyrannique, est très bien ». Dans une critique séparée, uniquement dédiée à Alejandro, Montgomery ajoute que « Lady Gaga a enfin atteint le point de sa carrière où elle-même ne peut plus s’arrêter musicalement », tout en écrivant qu’« il semble vraiment que, pour la première fois, je peux me souvenir d’une bonne quantité de critiques et de fans, autant les occasionnels que les passionnés, disant qu’ils n’étaient pas du tout impressionnés par le clip. C’est donc un moment décisif dans la carrière de Lady Gaga ». Celui-ci ajoute même qu’« Alejandro serait peut-être son premier échec en matière de vidéoclip ». Kyle Anderson, également de MTV, trouve de nombreuses références à Madonna, tout d’abord dans son film de 1996, Evita, puis dans son vidéoclip de la chanson Like a Prayer ainsi que dans ceux de Human Nature et de Vogue. Le reporter Hollywoodien Roger Friedman affirme, lui, que « Gaga et Klein regorgent d’un style à la Vogue et Justify My Love »,. Anthony Beningo de New York Daily News estime « le nouveau clip de la chanteuse choquant [...] et bourré d'images sado-masochistes faisant penser à un équivalent érotique du film Matrix ».

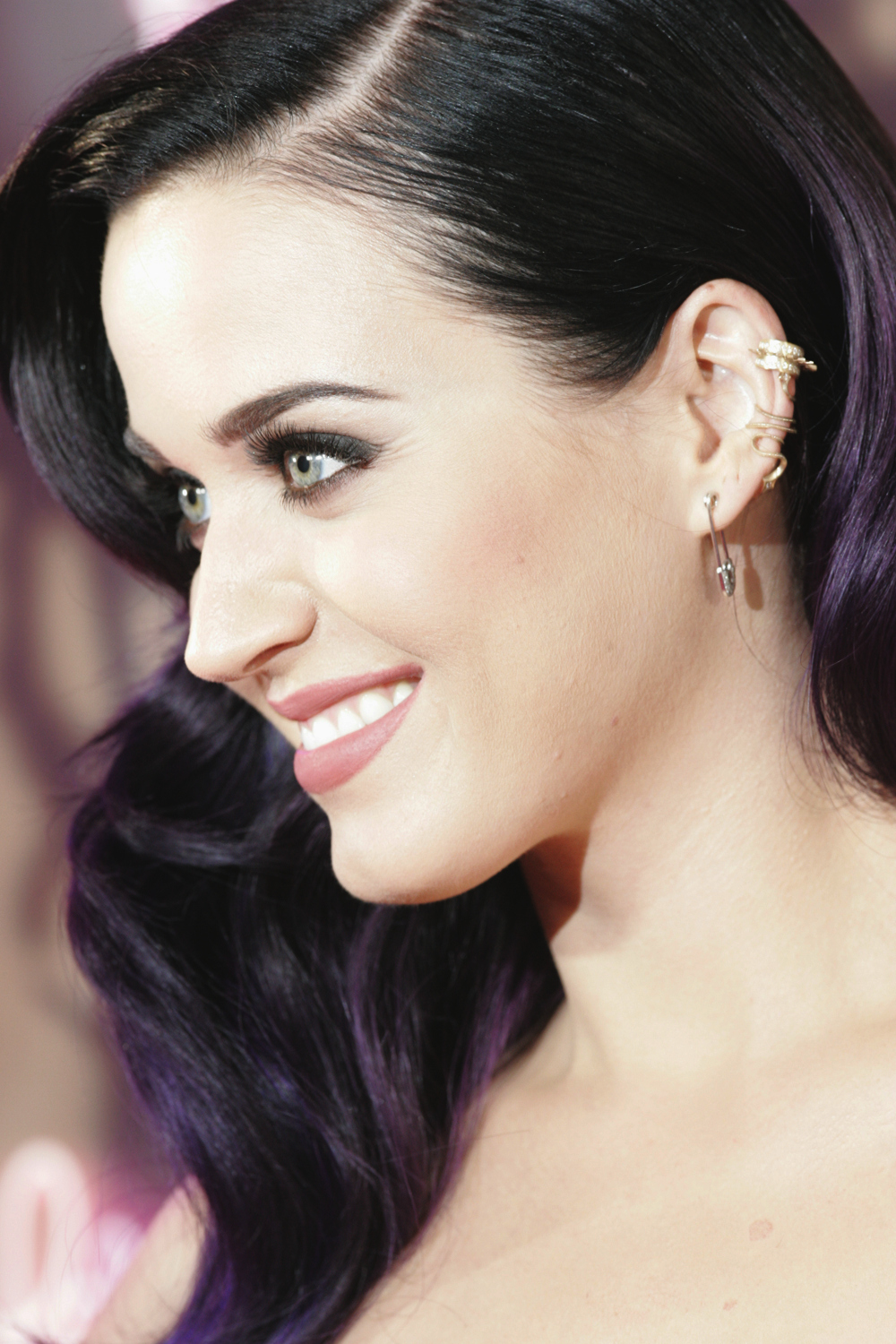
La chanteuse pop américaine Katy Perry critique l'usage du blasphème par certains artistes pour promouvoir leurs chansons

Randall Robers de Los Angeles Times explique que « le clip conforte l'idée qu'en ce moment, personne ne comprend mieux que Gaga elle-même la convergence entre ces images et cette musique ». Jed Gottlied de Boston Herald écrit, quant à lui, que « la seule chose interdite dans le clip est une sorte de plaisanterie. Alejandro met en scène une facette sombre, sérieuse et triste de Lady Gaga. Lorsqu’elle n’est pas occupée à préparer des sandwichs empoisonnés ou tuer son petit copain, elle se cache derrière une autre de ses personnalités. Le sens de la vidéo est difficile à déchiffrer, mais ce n’est clairement pas une fin d’histoire joyeuse se terminant par « ils vécurent heureux pour toujours » ». Devon Thomas de CBS News compare le vidéoclip avec la première période de la tournée de Madonna, Blond Ambition World Tour, en disant que « ce clip est une lettre d’amour visuelle destinée à Madonna », il ajoute également que « cette vidéo est présentée comme une pièce de théâtre sombre et macabre avec un début plus introspectif que son clip précédent Telephone ». Jen Dose de National Post commente : « Même si je suis un tout petit peu fatigué de Lady Gaga et ses excentricités, je ne peux nier que lorsqu’un de ses vidéoclips est dévoilé, c’est un véritable événement. Gaga innove pour Alejandro, certainement avec la folie que nous attendons de sa part. C’est comme un hommage de plus de 8 minutes à Madonna, avec des nazis homosexuels présents pour faire parler de la vidéo ». Julie Moult de Daily Mail dit quant à elle qu’« après avoir vu le vidéoclip, plus personne ne pourra accuser Lady Gaga de se retenir dans quoi que ce soit et d’être quelquefois timorée ».
Côté religion, la ligue catholique critique l’utilisation d'images et de références religieuses,,. Dans une interview pour MTV, Klein explique que « le symbolisme religieux qui est mis en avant dans Alejandro n’est pas destiné à transmettre quelque chose de négatif : il représente plutôt la bataille du personnage entre les forces obscures de ce monde et le salut de l’âme. Et finalement, à la fin du vidéoclip, Gaga choisit d’être une religieuse. En ce qui concerne la bouche et les yeux, leur disparition symbolise le fait qu'elle renonce à ses sens et choisit une vie de prière et de contemplation ». Klein ajoute que la scène où Gaga avale un chapelet est censée représenter « le désir que Dieu soit en elle ». Cette interprétation est souvent contestée, à l'instar de la chanteuse Katy Perry, fille de pasteur et très croyante, qui déclare via son compte twitter qu’« utiliser le blasphème pour le divertissement est aussi piètre qu’un humoristique faisant une blague sur une flatulence ». Le site internet Huffing Post temporise en constatant que ce message n’est pas nommément adressé à Gaga, puisque Perry n'a pas cité cette dernière. En effet, dans son interview pour NRJ du 6 septembre, Perry déclare que son message ne concerne pas uniquement Gaga en précisant que « ce qui est drôle, c’est que tout le monde a directement supposé que mon message s’adressait à celle-ci, alors que si j’avais voulu lui faire part de mon commentaire je n’avais qu’à faire « @ ». Dernièrement, j’ai pu voir plusieurs choses qui sont un peu comme une atteinte à ce que je suis attachée. Ce n’est pas quelque chose que je ferais, je crois ». Elle conclut finalement en disant que « Lady Gaga, Madonna, et mon propre fiancé Russell Brand, ont fait des choses qui m’ont déplu religieusement, mais je reste tout de même fan d'eux ».
En France, le clip est interdit de diffusion en journée par l’instance de régulation audiovisuelle fin 2010 et est diffusé après 22h sur la plupart des chaînes musicales avec une signalétique
déconseillé aux moins de 12 ans en raison de l’univers sombre, des scènes à caractère sexuel, violent et blasphématoire qu’il contient. La chaîne M6 Music, lors de la diffusion de 100% Lady Gaga en soirée, diffuse le clip, sans signalétique, en version raccourcie et éditée (les scènes à caractère sexuel sont remplacées par d'autres scènes du clip).

## Interprétations en direct

Gaga en avril 2010 au Royaume-Uni, chantant Alejandro lors du Monster Ball.

Gaga interprète Alejandro en 2009 et 2010 dans le cadre de sa tournée The Monster Ball Tour. Il s’agit de la quatrième chanson chantée lors des spectacles américains. Toutefois, lors des concerts européens et britanniques, la chanson est interprétée plutôt vers la fin du spectacle. L'interprétation en direct d’Alejandro au Monster Ball consiste en une scène où Gaga porte une robe courte argentée, et où elle s’assoit sur un de ses danseurs. Par la suite, un autre de ses danseurs masculins arrive en se posant au-dessus de Gaga avant de réaliser tous les trois une scène sexuelle.
Durant l'interprétation de la chanson à San Diego, en Californie, Gaga incorpore le nom de cette ville dans la chanson. Plus tard, elle commente : « J'ai de la chance que San Diego rime avec Fernando et Alejandro ». Ted Shaw de Windsor Star commente à propos de l'interprétation que « des chansons comme Alejandro, Teeth et Monster exhiberont l’acte sexuel droit devant vous ». T’Cha Dunlevy de The Gazette affirme que « la chanson, rapidement interprétée, n’est pas assez différente pour se distinguer de la suivante. C’était plutôt un numéro de danse chorégraphié pour faire une transition vers la prochaine ». Jeremy Adams de Rolling Stone commente que son interprétation de la chanson est « un des quelques moments […] où les parents dans l’audience furent consternés ». Jim Harrington de San Jose Mercury News compare l'interprétation de Gaga de la chanson avec celle d’une danseuse érotique.
Le 20 avril 2010, le morceau est interprété par Gaga à l’occasion du lancement de MAC AIDS Fund Pan-Asia Viva Glam, à Tōkyō, où elle porte une longue robe de dentelle. Elle entre dans la salle avec une procession inspirée des mariages japonais, les lumières éteintes, puis interprète sur la scène, assise sur son piano, Speechless qui est suivie par la prestation d’Alejandro, où elle est accompagnée lors de la chorégraphie par un de ses danseurs, qui semble être couvert de talc,. Gaga enregistre également un medley de Bad Romance et Alejandro pour la neuvième saison d’American Idol, le 28 avril 2010,. Sa réalisation est diffusée lors de l’épisode du 5 mai 2010. L'interprétation commence avec Gaga jouant du piano pour une version ralentie de Bad Romance. Elle est vêtue d’une tenue complètement voilée qui ne la montre que peu, ainsi que d’une cape noire, accompagnée de ses danseurs torse nu. Puis, à la moitié de sa prestation, un danseur lui retire sa cape discrètement. C’est alors qu’on peut apercevoir dans un coin de la scène, une statue de Lucifer, avec des flammes s’échappant de chacune de ses ailes. Vers la fin, un brouillard envahit la pièce et Gaga et ses danseurs se mettent à effectuer une nouvelle chorégraphie. Larry Carroll de MTV décrit l'interprétation comme étant « énergétique ». Brian Fitzgerland du Wall Street Journal estime que Gaga est une chanteuse « diablement talentueuse ». Enfin, Luchina Fisher de ABC News déclare que « son interprétation était remplie de sexe et de violons » et que « Gaga a ainsi su faire une meilleure impression que Madonna ». Le 8 juillet, après une pause promotionnelle, Gaga interprète le titre au Today Show, sur la chaîne de télévision NBC, où elle est vêtue d'une tenue blanche conçue de fourrure blanche artificielle.

## Liste des éditions
| - Téléchargement mondial numérique 1. Alejandro – 4:34 - Maxi mondial de Remixes 1. Alejandro (Afrojack Remix) – 4:48 2. Alejandro (Rusko Papuseria Remix) – 3:53 3. Alejandro (Dave Audé Remix) – 7:15 4. Alejandro (Skrillex Remix) – 5:49 5. Alejandro (Kim Fai Remix) – 7:20 6. Alejandro (The Sound of Arrows Remix) – 3:57 7. Alejandro (Bimbo Jones Remix) – 6:40 8. Alejandro (Kleerup Remix) – 5:22 - France CD Single 1. Alejandro (Radio Edit) – 3:58 2. Alejandro (Dave Audé Radio Remix) – 3:51 3. Alejandro (Bimbo Jones Radio Edit Remix) – 3:19 | - Royaume-Uni CD Single 1. Alejandro – 4:34 2. Alejandro (Dave Audé Remix) – 7:15 - Royaume-Uni Disque vinyle 1. Alejandro – 4:34 2. Alejandro (Bimbo Jones Remix) – 6:40 - Royaume-Uni Itunes 1. Alejandro – 4:34 2. Alejandro (Music Video) – 8:44 |

## Crédits
| - Lady Gaga - Coproduction, chant, chœurs, arrangement vocal - Eelco Bakker - Ingénierie audio - Robert Orthon - Mixage audio | - RedOne - Production, instrumentation, programmation, arrangement vocal, modification vocale, ingénierie audio, chœurs - Johnny Severin - Modification vocale |

Source :

## Classements, certifications et successions

### Classements et certifications
| Pays                              | Position | Temps au hit-parade | Certification |
| --------------------------------- | -------- | ------------------- | ------------- |
| Allemagne                         | 2e       | 26 semaines         |               |
| Australie                         | 2e       | 19 semaines         | Platine       |
| Autriche                          | 2e       | 25 semaines         |               |
| Belgique (Fr)                     | 3e       | 23 semaines         | Or            |
| Belgique (Nl)                     | 4e       | 21 semaines         | Or            |
| Canada                            | 4e       | 32 semaines         |               |
| Danemark                          | 4e       | 21 semaines         | Or            |
| Espagne                           | 3e       | 30 semaines         | Or            |
| États-Unis                        | 5e       | 23 semaines         | 2 × Platine   |
| États-Unis (téléchargement légal) | 5e       | 25 semaines         |               |
| Europe                            | 2e       | 35 semaines         |               |
| Finlande                          | 1er      | 19 semaines         |               |
| France                            | 3e       | 25 semaines         | Or            |
| France (téléchargement légal)     | 3e       | 21 semaines         | Or            |
| Hongrie                           | 5e       | 14 semaines         |               |
| Irlande                           | 3e       | 16 semaines         |               |
| Italie                            | 2e       | 14 semaines         | Platine       |
| Norvège                           | 3e       | 23 semaines         |               |
| Nouvelle-Zélande                  | 11e      | 16 semaines         | Or            |
| Pays-Bas                          | 7e       | 34 semaines         |               |
| République tchèque                | 1er      | 35 semaines         |               |
| Royaume-Uni                       | 7e       | 23 semaines         |               |
| Slovaquie                         | 2e       | 33 semaines         |               |
| Suède                             | 4e       | 31 semaines         |               |
| Suisse                            | 3e       | 33 semaines         | Platine       |

| Pays          | Position | Année | Période     |
| ------------- | -------- | ----- | ----------- |
| Allemagne     | 19e      | 2010  | 2009 - 2010 |
| Australie     | 50e      | 2010  | 2009 - 2010 |
| Autriche      | 10e      | 2010  | 2009 - 2010 |
| Belgique (Fr) | 15e      | 2010  | 2009 - 2010 |
| Belgique (Nl) | 17e      | 2010  | 2009 - 2010 |
| Canada        | 14e      | 2010  | 2009 - 2010 |
| États-Unis    | 33e      | 2010  | 2009 - 2010 |
| Europe        | 16e      | 2010  | 2009 - 2010 |
| Pays-Bas      | 21e      | 2010  | 2009 - 2010 |
| Suisse        | 8e       | 2010  | 2009 - 2010 |

## Historique des sorties
| Pays        | Date           | Format                                      |
| ----------- | -------------- | ------------------------------------------- |
| États-Unis  | 20 avril 2010  | Diffusion radiophonique                     |
| Belgique    | 18 mai 2010    | Maxi Remixes, Téléchargement légal          |
| Canada      | 18 mai 2010    | Maxi Remixes, Téléchargement légal          |
| Danemark    | 18 mai 2010    | Maxi Remixes, Téléchargement légal          |
| France      | 18 mai 2010    | Maxi Remixes, Téléchargement légal          |
| Pays-Bas    | 18 mai 2010    | Maxi Remixes, Téléchargement légal          |
| Norvège     | 18 mai 2010    | Maxi Remixes, Téléchargement légal          |
| Portugal    | 18 mai 2010    | Maxi Remixes, Téléchargement légal          |
| Suède       | 18 mai 2010    | Maxi Remixes, Téléchargement légal          |
| Suisse      | 18 mai 2010    | Maxi Remixes, Téléchargement légal          |
| États-Unis  | 18 mai 2010    | Single physique, Maxi, Téléchargement légal |
| Suède       | 24 mai 2010    | Téléchargement légal                        |
| Belgique    | 24 mai 2010    | Téléchargement légal                        |
| États-Unis  | 15 juin 2010   | Maxi remixes, CD single                     |
| Allemagne   | 15 juin 2010   | Maxi remixes                                |
| Royaume-Uni | 25 juin 2010   | CD single, Disque vinyle                    |
| Allemagne   | 2 juillet 2010 | CD single                                   |